# Piazza Venezuela
La Piazza Venezuela (in spagnolo: Plaza Venezuela) è uno spazio pubblico situato nel Distretto Capitale del Venezuela, nel centro geografico del distretto metropolitano della Grande Caracas.

## Descrizione

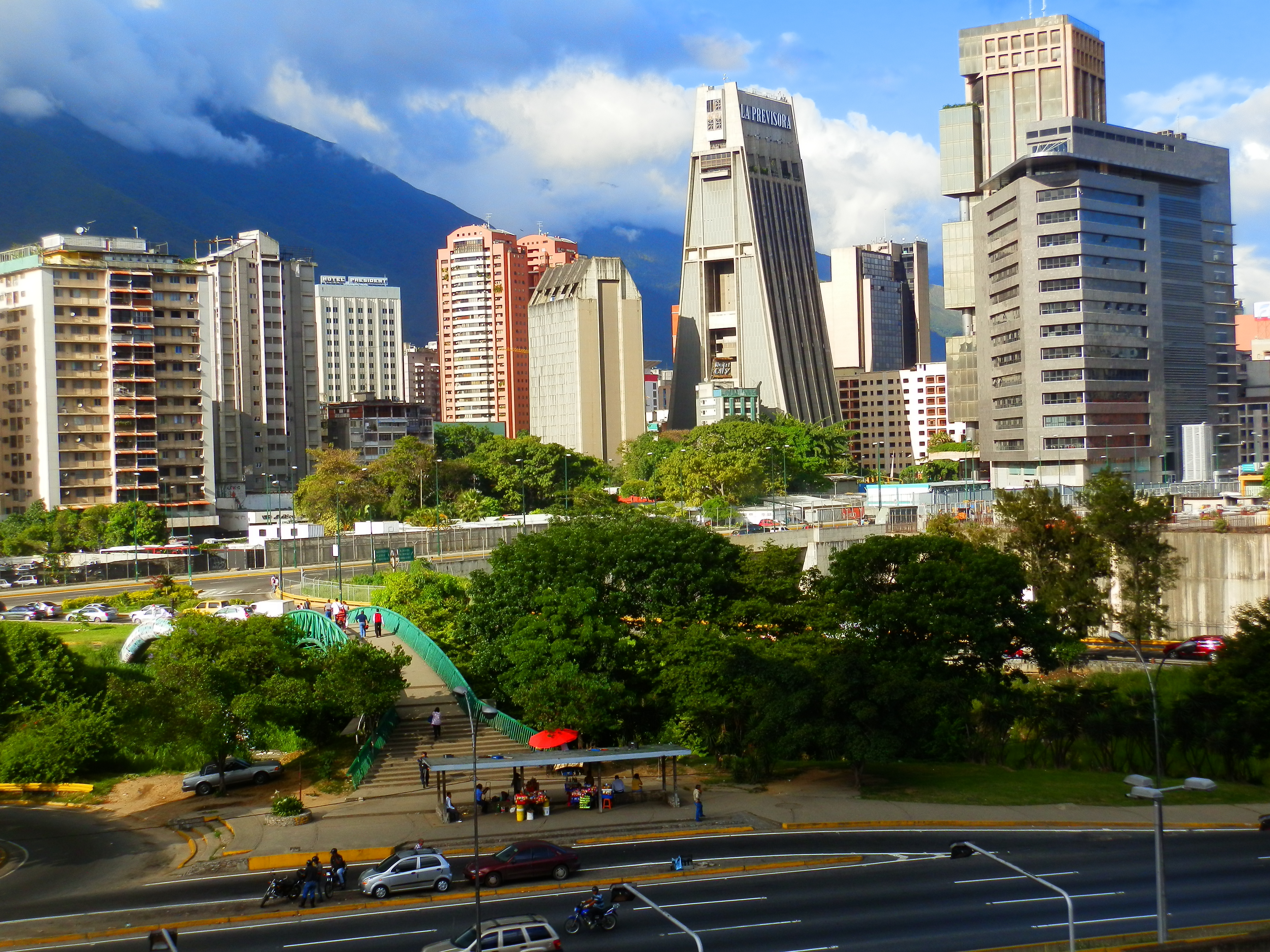
La Piazza Venezuela e il panorama urbano carachegno.

Questa piazza venne inaugurata nel 1940 e fa parte della parrocchia El Recreo del comune di Libertador, che confina con i comuni Chacao e Baruta dello stato Miranda. Il quartiere Los Caobos ospita ville ed edifici di grande valore architettonico. Agli inizi del ventesimo secolo, i quartieri della parte orientale di Caracas erano Los Caobos, Los Palos Grandes, Las Delicias de Sabana Grande e altri...
Si tratta di una zona pedonale che ospita vari monumenti, tra i quali una fontana con l'illuminazione notturna, il monumento a Cristoforo Colombo e quello a Manuel de la Cova, la scultura Abra Solar de Alejandro Otero e la Fisiocromia-Omaggio ad Andrés Bello di Carlos Cruz-Dies, che a sua volta fa da cornice per la statua di Andrés Bello. La piazza porta ad altri luoghi importanti come il Bulevar de Sabana Grande, il parco Los Caobos, la città universitaria e il giardino botanico di Caracas, le torri gemelle del Parque Central e il Bulevar Amador Bendayan. Tra il 2007 e il 2009, venne portato a termine un progetto di restauro della zona per mezzo di PDVSA e del Centro d'Arte La Estancia. Comunica inoltre con l'Avenida Andrés Bello attraverso l'Avenida La Salle e l'Avenida Augusto César Sandino, oltre all'autostrada Francisco Fajardo.
Per la fontana si contano cinque progetti, che vanno dal 1940 fino alla nuova versione inaugurata il 9 agosto 2009, che incorpora la tecnologia più avanzata nei mezzi di controllo e l'illuminazione con dei dispositivi a stato solido. È inoltre la prima versione di questa fontana ad incorporare della musica. Fu disegnata dall'architetto Pablo J. Rodríguez P. con la collaborazione del creatore della quarta versione della fontana, l'ingegnere Santos Michelena Carcano.

## Trasporti
Si può raggiungere questo slargo scendendo alla stazione Plaza Venezuela della metropolitana di Caracas.